# 岐阜県立東濃フロンティア高等学校
岐阜県立東濃フロンティア高等学校 （ぎふけんりつ とうのうフロンティアこうとうがっこう）は、岐阜県土岐市にある公立高校。岐阜県で2校目の3部制・単位制・普通科高等学校である。2004年（平成16年）に開校。
校舎は廃校となった岐阜県立土岐北高等学校を転用している。

## 学校概要
- 創立 2004年（平成16年）
- 学科
  - 定時制（単位制）
    - 普通科I部
    - 普通科II部
    - 普通科III部
- 所在地 　　土岐市泉町河合1127-8
- 教育目標　真理の探究・人格の陶冶・体力の増進
- 制服 （指定された制服はあるが、購入・着用は義務づけられていない）
- 特色
  - III部の生徒に対しては給食が設けられ、フロンティア高校開校前に専用の給食棟を設置
  - 年間90日以上のアルバイト等、職に就いている生徒には教科書代が免除される
  - 同上、給食費が約半額免除

## 沿革
- 2004年 - 岐阜県立東濃フロンティア高等学校を設置。

## 部活動
部活動は開校当初は“サークル”と呼ばれていたが、2014年度より“○○部”と統一された。
※活動については呼称の変更前後で大きな変化はない。
- 運動系部活動(2016年現在)
  - 軟式野球部→県定時制・通信制大会 優勝、愛三岐定時制・通信制大会 準優勝
  - 剣道部→毎年、定時制・通信制全国大会（日本武道館にて）に出場
  - バスケットボール部→女子バスケは毎年、定時制・通信制全国大会（東京体育館にて）に出場
  - バドミントン部→定時制・通信制全国大会にて女子団体ベスト16
  - ソフトテニス部→定時制・通信制全国大会にて女子団体ベスト8
  - 卓球部
  - 陸上部
- 文化系部活動
  - 美術部
  - 情報実務部
  - 写真部
  - クラフト部
  - ダンス部
  - ボランティア部
  - 演劇部

## アクセス
- JR中央本線 土岐市駅より東鉄バス（東濃フロンティア高校線）で終点「東濃フロンティア高校」（15分）